# Gábor Arany
Gábor Arany (* 28. Juni 1976) ist ein ehemaliger ungarischer Radrennfahrer.

## Sportliche Laufbahn
Arany wurde 1999 zum ersten Mal ungarischer Meister im Straßenrennen, 2003 konnte er seinen Titelgewinn wiederholen. In der Saison 2005 gewann er eine Etappe bei der Tour de Pécs und wurde nationaler Vizemeister. Ab 2006 fuhr Arany für das ungarische Continental Team P-Nívó Betonexpressz 2000 Kft.se. In seinem ersten Jahr dort konnte er wieder eine Etappe bei der Tour de Pecs für sich entscheiden, wie auch ein Jahr später, als er auch Gesamtdritter wurde.

## Erfolge
1999
- Ungarischer Straßenmeister

2003
- Ungarischer Straßenmeister

## Teams
- 2006 P-Nívó Betonexpressz 2000 Kft.se
- 2007 P-Nívó Betonexpressz 2000 Kft.se